# Pedicularis leucodon
Pedicularis leucodon är en snyltrotsväxtart. Pedicularis leucodon ingår i släktet spiror, och familjen snyltrotsväxter.

## Underarter
Arten delas in i följande underarter:
- P. l. leucodon
- P. l. occulta